# 제4차 고려-몽골 전쟁
제4차 고려-몽골 전쟁(第四次高麗蒙古戰爭)은 1247년 아모간(阿母侃)이 이끄는 몽골 제국군이 고려를 침공해 일어난 전쟁이다.
오고타이 칸(원 태종)의 대를 이어 귀위크 칸(한국 한자: 貴由 : 정종)이 즉위하자 몽골은 고려의 입조와 강화도에서 나올 것을 요구하며 아모간에게 군사를 주어 고려를 치게 하였다. 그런데 이때 몽골은 정종이 죽고 후계자 문제로 분규가 생겨 철군하였다.

## 참고 자료
- 이 문서에는 다음커뮤니케이션(현 카카오)에서 GFDL 또는 CC-SA 라이선스로 배포한 글로벌 세계대백과사전의 "고려 왕실과 원나라" 항목을 기초로 작성된 글이 포함되어 있습니다.